# اللورد الأول للخزانة
اللورد الأول للخزانة (بالإنجليزية: First Lord of the Treasury)‏ هو رئيس مجلس اللوردات في الخزانة الذين يمارسون المنصب القديم للورد الأعلى للخزانة في المملكة المتحدة، الذي هو أيضا بحسب العرف رئيس الوزراء. هذا المنصب لايعادل المنصب المعتاد «وزير المالية» في الحكومات الأخرى؛ وأقرب ما يكون لمنصب لوزير المالية في المملكة المتحدة هو مستشار الخزانة الذي يعتبر اللورد الثاني للخزانة.